# Tommy Jarrell
Thomas Jefferson Jarrell (* 1. März 1901 in Surry County (North Carolina); † 28. Januar 1985) war ein US-amerikanischer Fiddle- und Banjospieler und Sänger.
Jarrell wuchs in der Region der Blue Ridge Mountains auf. Sein Großvater wie sein Vater waren (bis zur Zeit der Prohibition) lizenzierte Whiskybrenner. Er lernte Banjo spielen auf einem Instrument, das ihm sein Großvater geschenkt hatte. Sein Vater Ben Jarrell (1880–1946) spielte Fiddle bei der DaCosta Woltz’s Southern Broadcasters Old-Time Music, und von ihm übernahm er die Spieltechnik der Old-Time Music, und als Jugendlicher spielte er mit ihm und einem Onkel bei Tanzveranstaltungen in der Region. Weitere musikalische Vorbilder wurden Preston „Pet“ McKinney und Zack Paine, zwei Veteranen der Konföderierten Armee.
Nach seiner Heirat 1921 gab er die Musik auf und begann im Straßenbau zu arbeiten. Als nach 41 Jahren seine Frau gestorben war, setzte er sich zur Ruhe und begann wieder, Fiddle und Banjo zu spielen. Er nahm bei County Records auf; ab 1968 erschienen Alben, etwa im Trio mit Fred Cockerham und Oscar Jenkins, aber auch unter seinem Namen (Come and Go with Me: Tommy Jarrell’s Banjo Album von 1974 sowie Joke on the Puppy von 1976). Auch unterrichtete er seinen Musikstil. 1981 erhielt er den Brown Hudson Folklore Award der North Carolina Folklore Society; im Folgejahr wurde er National Heritage Fellow des National Endowment for the Arts.